# Plagiobryum zierii
Plagiobryum zierii là một loài Rêu trong họ Bryaceae. Loài này được (Dicks. ex Hedw.) Lindb. miêu tả khoa học đầu tiên năm 1863.